# Mecysolobus
Mecysolobus  — род долгоносиков из подсемейства Molytinae.

## Описание
Тело узкое удлинённое. Головотрубка в профиль почти не отделена от лба. Прементум без хет. Заднегрудь значительно длиннее диаметра среднего тазика. Передние и средние тазики узко разделены, без волосистой срединной ямки. Боковая длина первого стернита брюшка равна второму.